# Mordellistena luteora
Mordellistena luteora es una especie de coleóptero de la familia Mordellidae.

## Distribución geográfica
Habita en el Japón.